# Hamaland
Hamaland je bila grofija Karolinškega cesarstva, kasneje je postal upravno okrožje.
Ime se v pisnih virih prvič pojavlja v 9. stoletju, povezujejo pa ga tudi z germanskim plemenom Hamavov, nazadnje omenjenih v poznorimskih virih proti koncu 4. stoletja. Vendar pa je med opisom Hamavov in pojavom imena Hamaland, v katerem se je zgodilo tudi preseljevanje ljudstev več kot štiri stoletna vrzel. Znano je da so Karolingi uporabljali obstoječe strukture, kjer je bilo mogoče brez zadržkov trditi ali ima Hamaland svoje korenine v obdobju Hamavov ali ne. 

## Lokacija
Grofija se je raztezala na obeh bregovih reke IJssel, na severu od Deventerja proti jugu. Območje na zahodnem bregu IJssela je tvorilo razmeroma ozek pas ob reki. Zahodna meja je prečkala Ren približno pri Velpu, zajela skrajno vzhodno od Batavije in nato sledila Renu do nekoliko južno od Emmerika. Od tam je vzhodna meja Hamalanda potekala vzporedno z mejo med škofijo Utrecht in knezoškofijo Münster. Meje so ostale nespremenjene vse do 16. stoletja. 
Grofija Hamaland je v svojem zgoraj opisanem obsegu vključevalo starejše okraje Islo / Hisloa, IJsselgouwa in okrožje Leomericke na severu, Liemers na jugu, tako da sta bila dva okrožja združena v enem upravnem okrožju.

## Obdobje Meginhardov (9.-10. stoletje)
Grofje Hamalanda so v 9. in 10. stoletju pripadali družini Meginhardov. Leta 800 je bil grof Wrachari posestnik v Wichmondu v IJsselgouwu. Verjetno je bil sin Wrachari, takrat še ne grof, omenjen že leta 794. Bil je sin nekega Brunharija in sam je imel sina Meginharda I., ki se kasneje nekajkrat pojavi v Hamalandski grofovski hiši. Zaradi tega imena se rodbina imenuje rod Meginhardinov, vendar se uporablja tudi ime 'Brunharingen' po očetu Wrachariju.
Iz listine iz leta 855 izhaja, da je takratni grof Hamalandski Billunger Wichman I. (*?- †ok. 860), verjetno kot sin Meginharda I. Wichmanu I. sledi njegov sin Meginhard II., ki leta 880 ni več živ. Ta je imel sina Egberta Billunga. Meginhard II. je starejši brat Wichmana II. Gotovo je, da je Meginharda II. nasledil sin, Everhard Saxo. Leta 882 je bil Everhard odgovoren za gradnjo velikega obročnega obrambnega zidu v Zutphenu, eni glavnih hamalandskih dvornih rezidenc. Kraj je bil žrtev vikingškega napada leta 882. Everharda je leta 898 umoril Frizijec Waltger, sin grofa Gerulfa, katerih rod se običajno imenuje Gerulfingi in iz katere so v ravni črti izhajali poznejši grofje Holandije. Zapustil je dva mladoletna sinova, Meginharda in Everharda, tako da je leta 898 nasledstvo prešlo na Everhardovega brata, Meginharda III. Ko je Saxov sin Meginhard IV. postal polnoleten (± 915), je od strica prevzel grofijo. Leta 921 se omenja kot grof.
Drugi Saxov sin, Everhard, se je poročil z Amalrado, sestro Matilde Ringelheimske, žene (909) Henrika I. Ptičarja, vojvode Saške. Henrik je leta 919 postal kralj Vzhodne Frankovske in Everhard tako postane kraljev svak. Iz zakona Everharda in Amalrade izhajata vsaj dva sinova: klerik Diederik, ki je leta 965 postal škof v Metzu in je bil vidni svetovalec cesarja Otona I. Velikega (vladal 936-973) in cesarja Otona II. (973-983), in še en Everhard, o katerem vemo le, da je imel tudi sina Everharda, ki je umrl leta 978 pri desetih letih pri stricu svojega gospoda Dideriku v Metzu.

### Upor
Grof Meginhard IV., ki je prišel na oblast v Hamalandu okoli leta 915 in drugih grofijah družine (Salland, Veluwe, Drenthe, Hunsingo in Fivelgo ter verjetno tudi Naerdincklant ('t Gooi), je sodeloval v uporu v letih 938-939 proti kralju Otonu I., ki sta ga vodila Otonov brat Henrik, Eberhard III. Frankonski in Otonov svak Giselbert, vojvoda Lotaringije. Otonu I. je uspelo upor zadušiti. Upornike je udaril z represalijami, kot so zaplemba premoženja, umik privilegijev in odstavitev s zasedanih funkcij.
Meginhard IV. Hamalandski je umrl okoli leta 955 na Eltenbergu, rezidenci svojega sina Wichmana IV. Ta je deset let pozneje tam ustanovil samostan Elten. V opatijski knjigi mrtvih je spomin na Meginharda, vendar brez nagrobnega naslova. Vrnjene so mu sicer bile posesti, vendar je po neuspelem uporu izgubil naslov grofa. 

### Pomilostitev
Leta 944 je Oton I. Veliki ponovno sprejel v milost rodbino grofov Hamalandskih. Meginhard IV. je ostal brez naslova, a njegova dva sinova iz dveh zaporednih zakonov sta dobila vsak del svojih nekdanjih grofij: najstarejši, Eberhard, je postal grof v Sallandu, Drentheju in v Hunsingo/Fivelgo, najmlajši, Wichman IV. v Hamalandu, de Veluwe in verjetno tudi Gooi. Oba sta dobila tudi grad iz očetove dediščine, ki je bil zaplenjen med leti 939 in 944, a nato vsaj delno vrnjen. Wichman je dobil grad na Eltenbergu, Eberhard pa v Zutphenu.
Eberhard je imel samo eno preživelo dedinjo, Averardo. Približno leta 950 se je poročila z Godfridom Verdunskim. Averarda je verjetno umrla leta 961 in za seboj pustila sina in hčer. Godfrid se je naslednje leto poročil z Matildo Saško, vdovo po grofu Baldwinu III. Flandrijskemu, svaku Wichmana IV.
Wichman IV. je bil okoli leta 947 poročen s hčerko flamskega grofa Liutgardo, sestro Baldwina III. Umrla je leta 962 v starosti 27 let. Iz tega zakona poznamo tri otroke, Adelo Hamalandsko, Liutgarda Eltenskega in Wichmana ml. Wichman mlajši je verjetno umrl leta 965 ali 966 pri sedmih letih. Tako je bilo nadaljevanje rodu po moški liniji prekinjeno, saj Wichman IV., čeprav takrat star okoli 35 let, ni želel druge poroke: svoj grad je že pred letom 968 spremenil v ženski samostan Visoki Elten. Zadnja omemba Wichmana sega v december 973.
Wichman je velik del svojega alodialne posesti podaril svoji verski organizaciji. Njegova hči Adela se je zaradi tega počutila resno prikrajšano in se temu upirala skoraj desetletja, na koncu - leta 996 - z uspehom.

## Grof Balderik in razpad Hamalanda
Grofovstvo Wichman je verjetno prešlo na njegovega zeta Immeda, iz rodu Immedingov, prvega moža Adele, nato pa na njunega sina, Diderika Hamalandskega. Slednji je umrl leta 1017 in za seboj pustil dve hčerki. Po Diederikovi smrti je Hamaland prišel v last Adelinega drugega moža Balderika, grofa Drentheja in Sallanda. Po umoru njegovega tekmeca Wichmana Vredenskiega je Balderik padel v sramoto in leta 1018 so mu odvzeli vse premoženje. Diderikova najstarejša hči se je verjetno poročila z Godfridom, sinom Godfrida Verdunskega iz njegovega drugega zakona in vojvodo Spodnje Lotaringije (1012-1023). Ko je leta 1023 umrl brez otrok, ga je kot vojvodo in grofa nasledil njegov najmlajši brat Gozelo I. Verdunski. Leta 1033 je Gozelo postal tudi vojvoda Gornje Lotaringije, ki jo je pozneje prenesel na svojega najstarejšega sina Godfrida Bradatega.
Grofije Drenthe (1024), Teisterbant (1026) in Umbalah (1041) so tvorile jedro Knezo-škofije Utrecht. Grofija Hamaland je tako verjetno pripadla vojvodam Spodnje Lotaringije, čeprav za to ni jasnih virov. 
Ko je Gozelo leta 1044 umrl, je bil Godfrid dejansko upravičen do nasledstva tudi v Spodnji Loreni, vendar je kralj in cesar Henrik III. to zadržal in ga dal Gozelovemu mlajšemu sinu, slaboumnemu Gozelu II.. Godfrid Bradati se je uprl in zaradi tega leta 1046 izgubil svoje nazive. Hamaland je zdaj prišel v upravljanje knezo-škofije Utrecht in kot tak prenehal obstajati. Kasneje je knezo-škofija Utrecht dobila v last Westflinge (1064), Staveren (1077), Westergo in Oostergo, in IJsselgouw (1086).

## Grofija Zutphen
V severnem Hamalandu je bil Godschalk tudi fevdalni grof Godfrida Bradatega, vendar je kralj Henrik III. po Godfridovi odstavitvi to grofijo podaril škofiji Utrecht. V darilni listini so meje severnega Hamalanda natančno določene. Hamaland je bil razrezan na dva dela vzdolž črte Steenderen-Leuvenheim-Eerbeek, kjer je bil najožji. Z donacijo leta 1046 je Godschalk postal fevdalni grof Bernolda, škofa v Utrechtu.
Ko je Godschalk leta 1063 umrl, ga je v severnem Hamalandu nasledil njegov sin Oton Zutphenski Bogati. Njihovo prebivališče je bilo Zutphen, po katerem je okrožje postopoma dobilo ime. Regija, ki je prej tvorila IJssel vzhodno od Hamalanda, se še vedno imenuje "grofija«  po grofiji Zutphen.
Ime Hamaland se v virih zadnjič pojavlja ob koncu 11. stoletja.